# پپه رینا
خوزه مانوئل رینا پائز (به انگلیسی: José Manuel Reina Páez) (زادهٔ ۳۱ اوت ۱۹۸۲) بازیکن بازنشسته فوتبال در پست دروازه‌بان اهل اسپانیا است.
وی پسر دروازه‌بان پرآوازه بارسلونا و اتلتیکو مادرید، میگل رینا است.
رینا سابقه بازی در تیم‌های ملی زیر ۱۶سال اسپانیا، زیر ۱۷سال اسپانیا، زیر ۱۸سال اسپانیا، زیر ۲۱سال اسپانیا و اسپانیا را در کارنامه خود دارد.

## دوران باشگاهی

### بارسلونا
او دوران ورزشی‌اش را از تیم جوانان باشگاه فوتبال بارسلونا شروع کرد و نخستین بار در فصل ۰۱–۲۰۰۰ در لالیگا برای این باشگاه به میدان رفت.

### ویارئال
او در سال ۲۰۰۲ به ویارئال پیوست، شایستگی‌های او باعث شد او گزینهٔ اول برای ایستادن در دروازه باشد و به همین دلیل قرارداد او در سال ۲۰۰۴ به صورت دائمی درآمد. اما خیلی زود باشگاه را به مقصد مرسی‌ساید باشگاه فوتبال لیورپول ترک کرد.

### لیورپول
رینا از بدو ورودش در سال ۲۰۰۵ به باشگاه گزینه اول برای ایستادن در درون دروازه بود. او در سال ۲۰۰۶ اولین جامش را با باشگاه فتح کرد، او در بازی پایانی جام حذفی که مقابل باشگاه فوتبال وستهام یونایتد برگزار می‌شد سه پنالتی را مهار کرد تا کمک کند که تیمش این جام را فتح کنند. در سال ۲۰۰۷ او توانست همراه تیمش به فینال لیگ قهرمانان اروپا راه پیدا کند، مسابقه‌ای که پدرش در سال ۱۹۷۴ در آن پیروز شده بود، اما تیم او بازی را به میلان واگذار کرد. رینا در پست دروازه‌بانی در لیورپول از خود یک رکورد بر جای گذاشته‌است، او در سه فصل متوالی حضورش در این تیم توانسته‌است جایزه دستکش طلایی لیگ برتر انگلستان را به خاطر بیشترین بازی بسته نگاه داشتن دروازه اش کسب کند. همچنین وی اولین دروازه‌بانی است که سابقه حضور در چهار لیگ برتر و معتبر اروپا را در کارنامه دارد. او ابتدا بیشتر از ۱۰۰ بازی برای بارسلونا و ویارئال در لالیگا انجام داد، سپس در سال ۲۰۰۵ به لیورپول پیوست و در ۸ فصل، ۲۸۴ بازی در لیگ برتر انگلیس انجام داد.

### ناپولی
او به صورت قرضی به ناپولی پیوست و ۲۹ بازی در سری آ انجام داد. وی در فصل نقل و انتقالات تابستانی ۲۰۱۳ به‌طور قرضی از لیورپول به ناپولی منتقل شد. وی بعداً اعلام کرد که سران لیورپول و برندان راجرز در مدت حضور وی در لیورپول با او رفتار خوبی نداشتند. 

### بایرن مونیخ
وی در تابستان ۲۰۱۴ به بایرن مونیخ پیوست و در بازی برابر وردر برمن، برای اولین بار درون دروازه ایستاد و در بوندس لیگا هم بازی کرد. ولی به دلیل حضور مانوئل نویر در این تیم فرصت چندانی برای بازی در ترکیب باواریایی‌ها پیدا نکرد و نهایتاً در نقل و انتقالات تابستانی ۲۰۱۵ دوباره به تیم ناپولی پیوست.

## دوران ملی

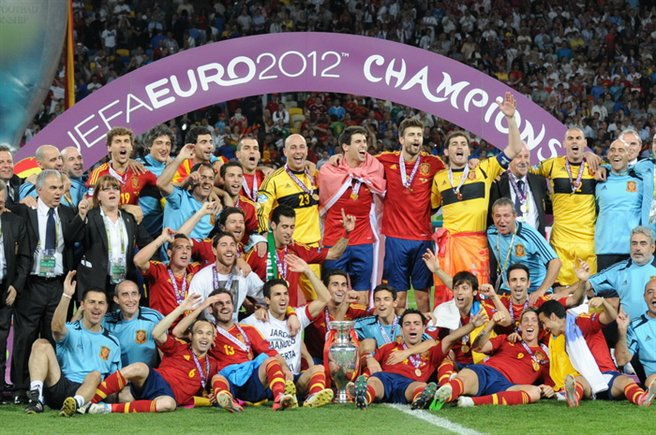
تصویر از پپه رینا در سال ۲۰۱۲

در رده بین‌المللی، رینا در ابتدا برای تیم ملی فوتبال جوانان اسپانیا بازی می‌کرد، او در سال ۱۹۹۹ همراه تیمش توانست برنده جام زیر ۱۷ سال‌های اروپا شود. او در سال ۲۰۰۵ به رده بزرگسالان تیم ملی فوتبال اسپانیا پیوست ولیکن در آن جا همواره در سایهٔ حضور ایکر کاسیاس قرار داشت. او یکی از اعضای تیم ملی فوتبال اسپانیا در یورو۲۰۱۲ و همچنین یورو ۲۰۰۸ بود. او به همراه تیمش توانست مقام قهرمانی یورو ۲۰۰۸ را بدست بیاورد..عضو تیم قهرمان جهان در سال ۲۰۱۰بود که زیر سایه ایکر کاسیاس به عنوان دروازه ذخیره حضور داشت